# 明江镇
明江镇，是中华人民共和国广西壮族自治区崇左市宁明县下辖的一个乡镇级行政单位。

## 行政区划
明江镇下辖以下地区：
永平社区、思明村、布乐村、凤璜村、洞廊村、琴岳村、安马村、祥春村、利江村、百泉村、洪江村、峙利村和双龙村。